# Ambrózy György (történetíró)
Sédeni báró Ambrózy György (Nagykürtös, 1807. október 16. – Bagolyvár, 1867. június 5.) magyar helytörténeti író, országgyűlési követ.

## Élete
Temes vármegye alispánja és országgyűlési követe (1843–44), császári és királyi kamarás volt. Bárói rangját 1845 áprilisában nyerte el.

## Művei
Megjelent művében az 1848–1849-es szabadságharc Temesváron történt lényegesebb eseményeit mondja el a saját szemszögéből nézve. A mű inkább császárságpárti, ezt a kiadás helye (Bécs) is mutatja. A mű pontos leírása:
- Temesvár 1849. Während der Belagerung geschrieben. Wien, 1850.

## Jegyzet
1. ↑  Bárói cím adományozása Ambrózy Istvánnak és Györgynek, valamint leszármazottaiknak A 57 - Magyar Kancelláriai Levéltár - Libri regii - 67. kötet - 571–573. oldal. V. Ferdinánd, Bécs, 1845. április 10.